# Question d'honneur (film, 1966)
Pour les articles homonymes, voir Une question d'honneur.
Pour plus de détails, voir Fiche technique et Distribution.
Question d’honneur  (titre original : Una questione d'onore) est un film franco-italien de Luigi Zampa sorti en 1966.

## Synopsis
Efisio Mulas est un berger sarde qui est contraint à la suite d'ennuis avec la police de quitter la Sardaigne pour Milan avec son épouse avant de consommer le mariage.
À la suite d'une guerre de clans, il doit retourner sur l'île afin de commettre un délit d'honneur mais il change d'idée au dernier moment et choisit de passer la nuit au lit avec son épouse. Néanmoins, le délit est commis par une autre personne et Efisio est accusé de l'assassinat et mis en prison.
Pendant son absence présumée, son épouse se retrouve enceinte et la paternité d'Efisio est mise en doute car il aurait été en Sardaigne au moment où l'enfant a probablement été engendré. Ne pouvant admettre qu'il a engrossé son épouse, car cela prouverait qu'il n'a pas tenu sa parole, il se voit contraint pour « une question d'honneur » de tuer son épouse.

### Texte d'introduction
Avant le générique, le texte suivant apparaît à l'écran :

« La Sardaigne, 24 084 km carrés, 967 000 habitants, 4 350 000 moutons, 8 200 boxeurs poids moyens, 36 250 carabiniers... Le 7 octobre 1954, la Sardaigne obtint l'autonomie régionale, une mesure constitutionnellement juste car le peuple sarde a toujours été autonome, même un peu trop, et ce depuis que le monde est monde. Le Far West d'il y a 100 ans, tellement évoqué, apparaît auprès de la Sardaigne d'hier et d'aujourd'hui tout juste comme un pays modérément agité. Entre autres ambitions, ce film entend remédier à cette injustice historique. »

## Fiche technique
- Titre original : Una questione d'onore
- Titre français : Question d’honneur
- Titre allemand : Eine Frage der Ehre[2].
- Réalisation : Luigi Zampa
- Scénario : Leonardo Benvenuti, Piero De Bernardi, Luigi Zampa, Lorenzo Gicca Palli
- Photographie : Carlo Di Palma, Luciano Trasatti
- Montage : Eraldo Da Roma
- Musique : Luis Enríquez Bacalov
- Costumes : Giancarlo Bartolini Salimbeni, Giulietta Deriu
- Producteur : Anis Nohra
- Société de production : Mega Film
- Pays de production :  Italie,  France
- Langue : italien
- Format : couleur (Technicolor), 35 mm, mono
- Genre : comédie dramatique
- Durée : 110 minutes
- Dates de sortie :
  - France : 18 août 1967
  - Italie : 24 février 1966

## Distribution
- Ugo Tognazzi : Efisio Mulas
- Nicoletta Machiavelli : Domenicangela Piras
- Bernard Blier : don Leandro Sanna
- Franco Fabrizi : Egidio Porcu
- Lucien Raimbourg : Liberato Piras
- Tecla Scarano : mère d'Efisio
- Leopoldo Trieste : avocat Mazzullo
- Sandro Merli : maréchal Vaccaro
- Franco Bucceri : policier
- Franco Gulà : Agostino Sanna
- Armando Malpede : sergent Capuano
- Giuseppe Grasso : Antonio Piras
- Roberto De Simone : bandit
- Ermelinda De Felice

## Édition
Le film est sorti en cassette VHS en 1985 aux éditions Fil à Film, puis en 1991 aux édition Lange mais non encore disponible en DVD.

## Distinction
- 1966 : sélection officielle au 16e festival international du film de Berlin[4].

## Autour du film
Le film a été tourné en Sardaigne à Orosei, commune de la province de Nuoro, et à Sedilo, commune de la province d'Oristano.